# Artabotrys lanuginosus
Artabotrys lanuginosus är en kirimojaväxtart som beskrevs av Jacob Gijsbert Boerlage. Artabotrys lanuginosus ingår i släktet Artabotrys och familjen kirimojaväxter. Inga underarter finns listade i Catalogue of Life.